# 埼玉新都市交通
埼玉新都市交通株式会社（さいたましんとしこうつう）は、AGT（新交通システム）伊奈線（ニューシャトル）を運営する、埼玉県と東日本旅客鉄道（JR東日本）などが出資する第三セクターの鉄道会社である。本社を埼玉県北足立郡伊奈町大字小室に置く。

## 概要
ゴムタイヤ式AGT（新交通システム）の伊奈線（ニューシャトル）の保有・運営のほか、付帯事業として各駅に設置されている駅売店の運営と東北・上越新幹線の高架下の駐車場・店舗敷地の賃貸運営を行っている。本社は丸山駅前の高架沿いにあり、丸山車両基地も同敷地にある。

## 株主構成
大株主は埼玉県とJR東日本で、共に35パーセントずつ、両者だけで7割の株式を保有している。自治体は他にさいたま市、上尾市、伊奈町が合わせて5パーセント、JR東日本グループ（JR東日本の完全子会社のルミネ・JR東日本クロスステーション・JR東日本テクノロジー）が合わせて5パーセントを保有し、自治体全体とJR東日本グループの双方が4割ずつ対等に保有している。このため、役員には埼玉県議会議長、埼玉県副知事、さいたま市長、上尾市長、伊奈町長がそれぞれ代々就任し、JRからも多数が出向している。
その他、大宮駅で野田線が接続し、開業前まで沿線の上尾市原市周辺にバス路線を複数運行していた東武鉄道が5パーセント保有し、沿線に支店を置く銀行・信用金庫もそれぞれ保有している。
| 株主                               | グループ                           | 出資比率 |
| ---------------------------------- | ---------------------------------- | -------- |
| 埼玉県                             | 自治体                             | 35.00%   |
| 東日本旅客鉄道株式会社             | JR東日本グループ                   | 35.00%   |
| 東武鉄道株式会社                   | 東武グループ                       | 5.00%    |
| 株式会社埼玉りそな銀行             | りそなホールディングス             | 3.50%    |
| 株式会社みずほ銀行                 | みずほフィナンシャルグループ       | 3.25%    |
| さいたま市                         | 自治体                             | 3.00%    |
| 株式会社三菱UFJ銀行                | 三菱UFJフィナンシャル・グループ    | 2.55%    |
| 株式会社三井住友銀行               | 三井住友フィナンシャルグループ     | 2.30%    |
| 株式会社ルミネ                     | JR東日本グループ                   | 2.00%    |
| 株式会社JR東日本クロスステーション | JR東日本グループ                   | 1.75%    |
| 上尾市                             | 自治体                             | 1.25%    |
| JR東日本テクノロジー株式会社       | JR東日本グループ                   | 1.25%    |
| 伊奈町                             | 自治体                             | 0.75%    |
| 三菱UFJ信託銀行株式会社            | 三菱UFJフィナンシャル・グループ    | 0.75%    |
| 三井住友信託銀行株式会社           | 三井住友トラスト・ホールディングス | 0.75%    |
| 株式会社りそな銀行                 | りそなホールディングス             | 0.65%    |
| 株式会社武蔵野銀行                 | その他金融機関                     | 0.65%    |
| 埼玉縣信用金庫                     | その他金融機関                     | 0.35%    |
| みずほ信託銀行株式会社             | みずほフィナンシャルグループ       | 0.25%    |

## 自治体の経営支援
伊奈線（ニューシャトル）は1983年の開業以来、沿線人口の少なさから利用は伸び悩み、赤字路線であった。出資する埼玉県とJR東日本、大宮市（現・さいたま市）、上尾市、伊奈町は、1987年より経営健全化支援を開始し、車両購入費や駅施設使用料の軽減を行ってきた。援助した車両は、4両編成の6両化のための12両、および新車6両編成12本で、およそ32億8000万円である。
2014年に累積損失を解消したことから、自治体による車両購入費援助を2016年に終了した。駅施設への支援は、市町により継続される。

## 歴史
東北・上越新幹線の建設に伴い、大宮市（当時）・上尾市・伊奈町への見返りとして、中量輸送機関の新交通システムAGTの導入が決定し、運営主体として日本国有鉄道（国鉄）と埼玉県、沿線自治体、企業が出資して設立された。

### 年表
- 1978年（昭和53年）11月10日 - 埼玉県・大宮市・上尾市・伊奈町と、国鉄・日本鉄道建設公団の間で、新交通システム (AGT) の建設と、第三セクターが運営することで合意。
- 1980年（昭和55年）4月1日 - 設立。資本金5億円。
- 1981年（昭和56年）4月 - 資本金を10億円に増資。
- 1983年（昭和58年）
  - 11月 - 資本金を20億円に増資。
  - 12月22日 - 伊奈線（ニューシャトル）大宮駅 - 羽貫駅間が開業[5]。
- 1987年（昭和62年） - 埼玉県と大宮市、上尾市、伊奈町、JR東日本による経営健全化支援を開始。車両購入費援助や駅施設への支援を実施。
- 1990年（平成2年）8月2日 - 伊奈線（ニューシャトル）羽貫駅 - 内宿駅間が開業、全線開通。
- 1998年（平成10年）5月1日 - 内宿駅駐車場の駐車料金と乗車券をセットにした「マイカーパス」発売。
- 2007年（平成19年）3月18日 - Suicaが利用可能となる（PASMO・ICOCAと相互利用可能。以後相互利用可能となったカードは「Suica」を参照）。
- 2008年（平成20年）3月15日 - ICカード定期券を導入。JR東日本・東武鉄道と連絡運輸開始。
- 2016年（平成28年） - 累積損失を解消したことから、自治体による車両購入費援助を終了。駅施設への支援は継続。
- 2020年（令和2年）9月11日 - 取締役会にて当時の代表取締役社長（JR東日本からの出向）が、飲み会での社員への対応を理由に辞任[6][7]。

## 路線
- 伊奈線（ニューシャトル）：大宮駅 - 内宿駅間 12.7km

## 保有車両

### 現有車両

#### 1050系
1990年の内宿駅延伸開業より投入された、1000系（1010系）のモデルチェンジタイプ。1999年までに6両編成4本の24両が導入された。2020年4月時点では2本12両を保有。

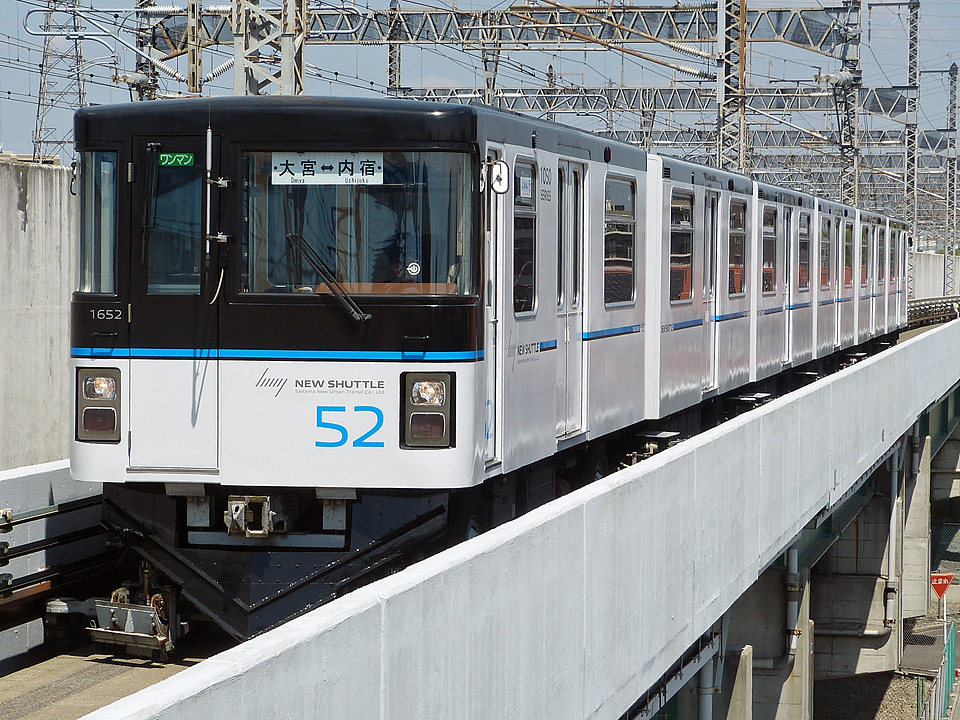
1050系第52編成（2019年4月18日・加茂宮駅にて）

#### 2000系
沿線の鉄道博物館開館に伴う輸送力の増強並びに1010系・1050系の老朽化対策として、2007年から2014年にかけて6両編成7本の合計42両が導入された。

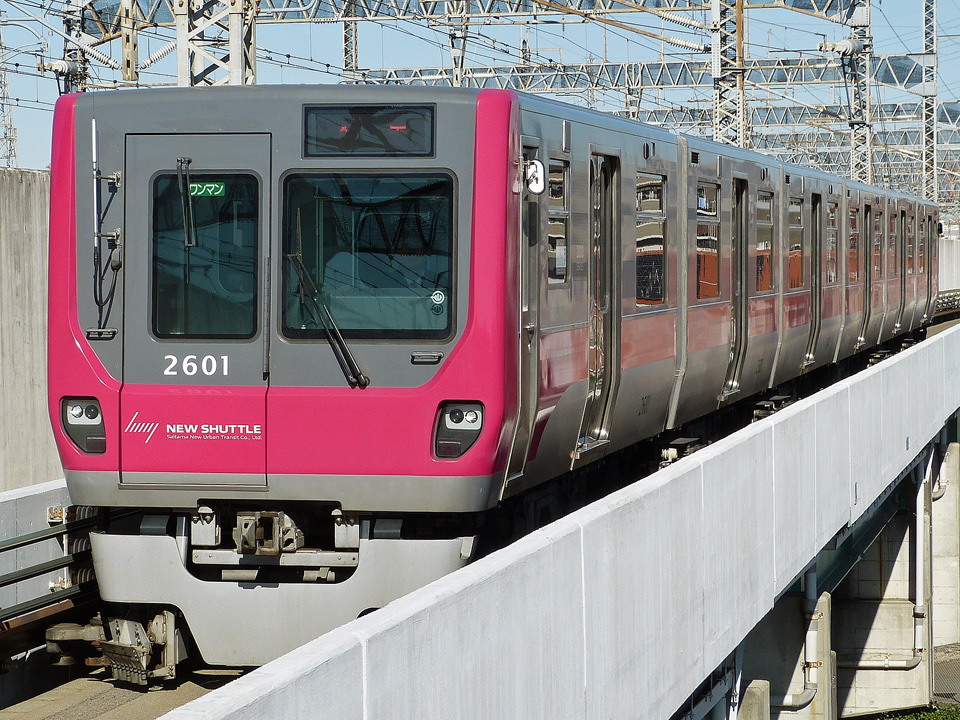
2000系01編成（加茂宮駅）

#### 2020系
2000系導入後も残っていた1010系3編成の取替えを目的に、2015年から2016年にかけて6両編成3本の18両が導入された。続いて1050系置き換えのため2019年と2020年、2024年に各1本が増備され 、6両編成6本36両となっている。

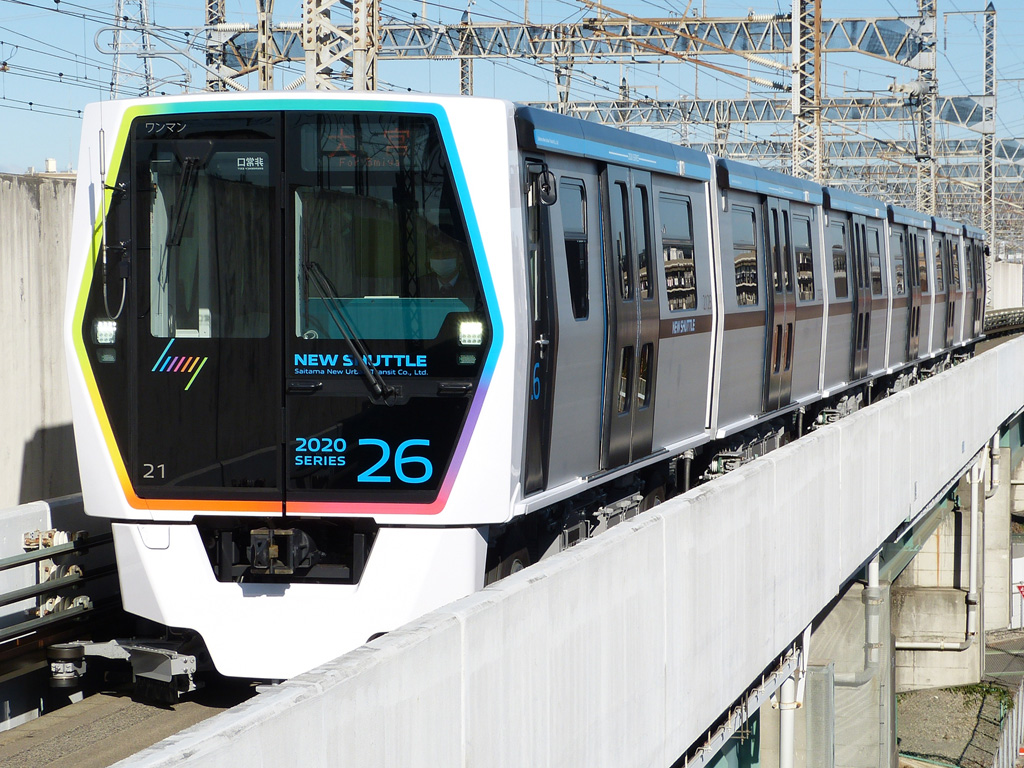
2020系・26編成（2024年12月10日、加茂宮駅にて）

### 除籍車両
- 1000系（リニューアル後は1010系）